# Ланцке, Кристиана
Кристиана Ланцке (нем. Christiane Lanzke, 15 марта 1947, Потсдам — 2005) — немецкая спортсменка и актриса. Она участвовала в соревнованиях по прыжкам в воду с 10-метровой вышки и 3-метрового трамплина на летних Олимпийских играх 1964 года и заняла пятое и десятое места соответственно. Она выиграла серебряную медаль в прыжках с трамплина на чемпионате Европы по водным видам спорта 1962 года. 
Она сошла с соревнований в 1966 году из-за травмы плеча. В том же году она начала свою карьеру актрисы, сыграв главную роль ныряльщицы в фильме «Das Mädchen auf dem Brett» («Девушка на доске»). Несмотря на травму, она выполнила все прыжки в фильме. Позже она училась актёрскому мастерству в Немецкой киношколе в Потсдаме и работала на сцене в Галле и Грайфсвальде. Также она сыграла небольшие роли в фильмах «На пути к Ленину» (1970), «Челюскин» (1970), «Ты, я и Маленький Париж» (1970), «Мой любимый Робинзон» (1971) и «Мужчина, похожий на бабушку» (1971).
Ланцке утопилась в Балтийском море недалеко от Ростока в 2005 году.